# Parallelia conficiens
Parallelia conficiens är en fjärilsart som beskrevs av Walker 1858. Parallelia conficiens ingår i släktet Parallelia och familjen nattflyn. Inga underarter finns listade i Catalogue of Life.